# Земља далеке прошлости
Земља далеке прошлости (енгл. The Land Before Time), амерички је цртани филм из 1988. године у режији Дона Блата.
Петнаести филм (други анимирани) који је објавио Лукасфилм. Извршни продуценти филма били су Стивен Спилберг, Џорџ Лукас, Кетлин Кенеди и Френк Маршал. Цртани филм говори о судбини пет беба диносауруса који живе у фантастичној верзији праисторијске Земље. Главни лик цртаног филма је млади бронтосаурус Литлфут, који тражи легендарну Велику долину - место које диносауруси биљоједи сматрају правим рајем. На путу до тамо сусреће још четири бебе диносауруса: Сера трицератопса, Дакија Сауролофа, Птеродактила Петрија и Стегосауруса Спајка.

## Радња
У земљи диносауруса почиње суша, а неколико крда креће у потрагу за оазом званом Велика долина - местом са довољно хране и воде за све диносаурусе биљоједе. У малом крду „дуговратих” који такође трагају за Великом долином, рађа се младунче и добија име Мало стопало (Литлфут). Од целог стада остали су му само мајка и баба и деда. Да би преживели, морају стално да путују у потрази за храном. Мало стопало никада није имао пријатеље, и то га је узнемирило колико и стални недостатак хране.
Једног дана, Мало стопало упознаје малог „тророгог” Серу. Али баш када су се спремали да играју заједно, појављује се Серин отац и зауставља их речима „тророги се не играју са дуговратима”. Литлфутова мајка му касније објашњава да постоје различите врсте диносауруса: „тророги”, „дуговрати“, „кичмени”, „пливачи” и „летачи”, а сваки мора да се придржава своје врсте. Она му такође каже да ће их, када стигну у Велику долину, бити много више.
После неког времена, Литлфут и Сера се поново сусрећу и почињу да се играју једно са другим, али убрзо беспомоћна младунчад нападне Оштрозуб који се изненада појавио. Баш када се спрема да их ухвати, појављује се Литлфутова мајка и упушта се у неравноправну битку са Оштрозубом, док Сера и Мало стопало покушавају да побегну. У исто време почиње земљотрес који изазива отварање дубоке клисуре у коју пада Оштрозуб, а Литлфут и Сера су одвојени од својих породица. Литлфут проналази своју мајку како умире од рана задобијених у борби са Оштрозубом. Она каже сину да ће сада морати сам да тражи Велику долину, и даје савет - на путу до циља пажљиво слушајте шта срце говори.
Депресиван и узнемирен мајчином смрћу, Литлфут упознаје Старог Копача, који га теши говорећи му да ће његова мајка увек бити ту за њега ако се сети шта га је научила. Касније, Литлфут чује мајчин глас, који му говори како да пронађе Велику долину: мора проћи кроз стену која личи на врат диносауруса и планине које дишу ватру. На свом путу он поново среће Серу и позива је да заједно потраже Велику долину, али она га одбија: „тророгима није потребна помоћ дуговратих”.
Литлфут се поново нађе сам и још више је узнемирен Сериним речима, али убрзо долази до мале баре, где среће „пливачу” (женку сауролофа) Дуки, која такође остаје сама. Даки се придружује Литлфуту на његовом путовању. Заједно упознају „летача” (птеродактила) Петрија, који, зачудо, не зна да лети и плаши се.
У међувремену, Сера покушава сам да пронађе Велику долину. Она се спушта у клисуру и тамо проналази Оштрозуба, онесвешћеног од пада. Мислећи да је мртав, она га удари, али у то време он се пробуди. Уплашена, Сера бежи. Исте ноћи, Сера случајно упознаје Литлфута и његова два нова пријатеља. Она им каже да је Оштрозуб жив, али Мало стопало одбија да јој верује. Када Сера прича о свом сусрету са Оштрозубом (преувеличавајући њену храброст), она случајно баци Дакија у ваздух и она пада на скривено јаје „шиљастог репа”. Из јајета се излеже беба, коју Даки даје име Спајк. Даки доводи Спајка у групу, а њих петорица крећу у потрагу за Великом долином.
Трагајући, гладни младунци наилазе на шумарак, али тек што ће му се приближити, појављује се крдо гладних диплодокуса и поједе скоро све лишће са дрвећа. Док траже преживело лишће, Литлфут и његови пријатељи проналазе једно мало дрво на коме још увек има лишћа. Успевају да дођу до хране тако што стоје једни другима на раменима и четкају све лишће са дрвета на земљу. Сера се све ово време клони осталих момака, али ноћу, по узору на остале, одлази у кревет поред Малоноговог стопала како би се угрејала и не би била сама.
Ујутру младунчад напада Оштрозуб, али успевају да побегну провлачећи се кроз тунел у стени, преузак за њега. Иза тунела виде стену која личи на врат диносауруса о којој је причала Литлфутова мама, а затим и планине које бљују ватру. Сера губи стрпљење и оптужује Литлфута да их води на погрешан пут, провоцирајући га на тучу. Уморна и гладна, она одлучује да пронађе лакши пут до долине. Даки, Спајк и Петри је прате, остављајући Литлфута, који је увређен на њих, самог. Међутим, у ствари, Серин пут се испоставља веома опасним: Даки и Спајк су умало пали у лаву, а Петри се умало утопио у катранској јами. Литлфут се враћа да их спаси. Убрзо проналазе Серу, коју гоне три љута пахицефалосаура. Пријатељи успевају да спасу Серу тако што се намажу катраном и уплаше њене гониче. Не могавши да призна да је кренула погрешним путем, Сера бежи од њих у сузама.